# Romarzolo
Romarzolo è un ex comune della provincia autonoma di Trento, ora facente parte del territorio di Arco.

## Storia
Durante il Regno d'Italia napoleonico dal 1810 al 1820 fu frazione di Arco. In seguito, durante il periodo asburgico fino alla fine della seconda guerra mondiale, è stato comune autonomo secondo l'ordinamento austriaco.
Romarzolo è stato un comune italiano istituito nel 1920 in seguito all'annessione della Venezia Tridentina al Regno d'Italia. Nel 1929 è stato aggregato al comune di Arco.